# Прошлогодняя кадриль
«Прошлого́дняя кадри́ль» — художественный фильм, снятый режиссёром Юрием Цветковым в 1978 году по мотивам повести Натальи Сухановой «Кадриль». Премьера на телевидении состоялась 24 декабря 1978 года.

## Сюжет
Студенты Юра, Лёня и Жанна приехали на практику в деревню. Однажды на танцах в доме культуры ребята замечают симпатичную девушку — Тоню, которая к тому же замечательно танцует кадриль. Юра и Лёня спорят — кто из них, ухаживая за Тоней, добьётся её любви. Тоня, девушка с характером, симпатизирует Лёне, который вскоре обнаруживает, что влюбился в неё по-настоящему.

## Съёмочная группа
- Режиссёр: Юрий Цветков
- Сценарист: Анатолий Проценко
- Оператор: Анатолий Клейменов
- Композитор: Евгений Глебов
- Художник: Владимир Гавриков

## В ролях
- Ольга Жулина — Тоня
- Александр Костылёв — Лёня
- Елена Морозова — Жанна
- Александр Овчинников — Юрка
- Александр Жданов — Петька
- Фёдор Шмаков — Трошенька
- Валентина Ананьина — Прасковья
- Галина Макарова — бабушка
- Владимир Ушаков
- Ростислав Шмырёв — эпизод